# بينيتنية
بينيتنية (الاسم العلمي: Bennettinia) هي جنيس من المتصورة،  تتبع جنس متصورة.